# Jeff Zucker
Jeffrey Zucker (9 de abril de 1965) es un ejecutivo de televisión estadounidense, anteriormente el presidente y director ejecutivo de NBCUniversal. En noviembre de 2012 le nombraron presidente de CNN Worldwide a partir de enero de 2013, hasta que le obligaron a dimitir por relaciones extramaritales con una empleada.

## Inicios
Zucker nació en Homestead, Florida, cerca de Miami, a padres judío-estadounidenses. Su padre era un cardiólogo, y su madre era una maestra de escuela. Tiene una hermana menor, Pam.
Fue el capitán del equipo de tenis de North Miami Senior High School, el editor del diario de la escuela, y un periodista independiente para The Miami Herald. En su último año, Zucker también sirvió como el presidente de su clase, con el lema "El pequeño hombre con grandes ideas." Antes de asistir a la universidad, tomó parte en un programa de periodismo de la Universidad de Northwestern.
Zucker pasó a asistir a la Universidad de Harvard, sirviendo como el presidente de su diario, The Harvard Crimson, durante su último año. Como presidente del Crimson, Zucker alentó una rivalidad larga con The Harvard Lampoon, dirigido por su futuro colega en la NBC, Conan O'Brien. Zucker recuenta que O'Brien vivió en el mismo dormitorio y dirigió el Lampoon, que, como él dijo, les hizo "rivales naturales." Zucker estudió en Madrid en 1983, a través de IES Abroad. Graduó de Harvard en 1986 con un Bachelor of Arts en la historia estadounidense.
En 1996, Zucker casó con Caryn Stephanie Nathanson, entonces una supervisora para Saturday Night Live, con la que ahora tiene cuatro niños.

## Carrera con la NBC
Cuando no fue admitido a la Harvard Law School, Zucker fue contratado por la National Broadcasting Company (NBC) en 1986 para buscar información para su cobertura de los Juegos Olímpicos de Seúl 1988.
En 1989, Zucker trabajó como un productor de campo para The Today Show, y en 1992, a la edad de 26 años, se convirtió en su productor ejecutivo. Bajo su liderazgo, Today introdujo su serie de conciertos de rock, se trasladó a su ubicación actual (en el Estudio 1A de Rockefeller Plaza, y se convirtió en el programa de noticias matinales más vista en la nación.
En 2000, Zucker se nombró como el presidente de NBC Entertainment. Un perfil de Businessweek que data a 2004 declaró que "durante esa era, supervisó el horario entero de la NBC. Mantuvo la cadena por delante del resto al emitir el programa gross-out Fear Factor, negociar al reparto de Friends la oportunidad de regresar para una décima temporada, y contratar a Donald Trump para presentar el programa de telerrealidad The Apprentice. La era de Zucker produjo un aumento en los ingresos de operación de la NBC, de $532,000,000 en 2000 a $870,000,000 en 2003."
En 2003, Zucker era promovido al presidente del grupo de entretenimiento, noticias y cable de la NBC.
En mayo de 2004, tras la fusión de la NBC con el imperio francés de comunicación Vivendi Universal, era promovido al presidente de su grupo de televisión. Las responsabilidades de Zucker eran expandidos para incluir producción de televisión así como los canales de cable que ya eran propiedad de Universal. Durante su tenencia, la NBC bajó del primer lugar al cuarto lugar, y programas como Father of the Pride y Joey se consideraron como fracasos.
El 15 de diciembre de 2005, Zucker era promovido al director ejecutivo del NBC Universal Television Group, detrás Robert Charles Wright, quien era el vicepresidente de General Electric y el director ejecutivo de NBC Universal.
El 6 de febrero de 2007, Zucker fue promovido a la posición de presidente y director ejecutivo de NBC Universal, reemplazando Bob Wright, quien albergó la posición en NBC Universal, y antes en NBC, por 21 años.

## CNN (2013-2022)
Fue presidente ejecutivo del gigante de las noticias global, CNN, desde el 2013, hasta el 2 de febrero del 2022, cuando puso su renuncia a disposición de comité ejecutivo, por haber mantenido relaciones extramaritales con una compañera de trabajo; la relación había sido publicada por otros medios a principios de enero.